# Guvernement Nordgaza
 Denne artikel bør gennemlæses af en person med fagkendskab for at sikre den faglige korrekthed.

Guvernement Nordgaza (arabisk: محافظة شمال غزة) er et af fem guvernementer på Gazastriben som administreres af det palæstinensiske selvstyre, med undtagelse af en grænsezone mod Israel og dets luftrum og maritime områder.
Ifølge Palæstinas statistiske centralbureau (no) havde guvernementet i 2006 en befolkning på 270.245 i tre byer, to landlige distrikter og en flygtningelejr.

## Lokaliteter
- al-Beddawiya
- Beit Hanoun
- Beit Lahia
- Izbat Beit Hanoun
- Jabalia
- Jabalia flygtningelejr